# حميد لحبابي
حميد لحبابي (1937 المغرب) هو لاعب كرة قدم مغربي.